# Symplocos nivalis
Symplocos nivalis är en tvåhjärtbladig växtart som beskrevs av Jean Jules Linden och August Brand. Symplocos nivalis ingår i släktet Symplocos och familjen Symplocaceae. Inga underarter finns listade i Catalogue of Life.